# Alessandro Pondi
Alessandro Pondi (Ravenna, 20 gennaio 1972) è un regista e sceneggiatore italiano.

## Biografia
Esordisce nel 1997 con il romanzo Gli angeli non mangiano hamburger e successivamente inizia a scrivere per la televisione e il cinema accanto a Luciano Vincenzoni e Tonino Guerra.
A partire dal 1999, scrive le sceneggiature di Questa casa non è un albergo, Compagni di scuola, Grandi domani, Don Matteo, Il bambino della domenica, L'uomo che cavalcava nel buio, Il signore della truffa, K2 - La montagna degli italiani, Trilussa - Storia d'amore e di poesia.
Per il cinema firma sia pellicole d'autore come K. Il bandito di Martin Donovan e Litium cospiracy di Davide Marengo, che cinepanettoni campioni di incassi come Natale a Beverly Hills e Natale in Sudafrica, con i quali viene altamente criticato per il basso livello di comicità, ma vince anche due premi Biglietto d'oro.
Nel 2007 pubblica un racconto Noir 00 nella raccolta Omicidi all'italiana edito da Colorado noir e distribuito da Mondadori e nello stesso anno inizia la collaborazione con Paolo Logli, con il quale fonda – insieme a Riccardo Irrera e Mauro Graiani – la factory di scrittura creativa 9mq storytellers.
Nel 2008 vince il premio per la miglior sceneggiatura al Festival Internazionale di Salerno con il film Il bambino della domenica, e nel 2012 il premio per il miglior soggetto e sceneggiatura alla 33ª edizione di "Una vita per il cinema", con il film K2 - La montagna degli italiani.
Per il teatro firma la commedia sentimentale Una donna in casa, e i due musical Un po' prima della prima con Pino Insegno e Il pianeta proibito con Lorella Cuccarini.
Ha lavorato con sceneggiatori quali Martin Donovan, Tonino Guerra, Sandro Petraglia, Andrea Purgatori, Alessandro Camon, Luciano Vincenzoni, Alessandro Bencivenni, Domenico Saverni e Neri Parenti.

## Filmografia

### Regia

#### Lungometraggi
- Chi m'ha visto (2017)
- Tutta un'altra vita (2019)
- School of Mafia (2021)
- Una commedia pericolosa (2023)

### Sceneggiatura

#### Lungometraggi
- Bibo per sempre (2000)
- K. Il bandito (2007)
- Natale a Beverly Hills (2009)
- Natale in Sudafrica (2010) (Soggetto)
- Uno anzi due (2015)
- Chi m'ha visto (2017)
- Tutta un'altra vita (2019)
- Copperman (2019)
- Divorzio a Las Vegas (2020)
- School of Mafia (2021)
- Il mostro della cripta (2021)
- La caccia (2023)
- Una commedia pericolosa (2023)

#### Televisione
- Questa casa non è un albergo (2000)
- Compagni di scuola (2001)
- Grandi domani (2005)
- Via Verdi 49 (2006)
- Il bambino della domenica (2008)
- Il commissario Manara, episodi Le verità nascoste e Un morto di troppo (2009)
- L'uomo che cavalcava nel buio (2009)
- Il signore della truffa (2010)
- K2 - La montagna degli italiani (2012)
- Trilussa - Storia d'amore e di poesia (2013)
- A testa alta (2014)
- L'oro di Scampia (2014)
- I fantasmi di Portopalo (2017)
- Il mondo sulle spalle (2019)

#### Musical
- Un po' prima della prima (2006)
- Il pianeta proibito (2010)

#### Cortometraggi
- Supper's ready (1993)
- Di che colore sei? (1994)
- It's a miracle (2011)

### Regie teatrali
- Dinner Party di Pier Vittorio Tondelli (1995)
- Sesso, droga, rock & roll di Eric Bogosian (1996)
- Una donna in casa scritto con Riccardo Irrera (1996)

### Narrativa
- Gli angeli non mangiano hamburger (1997)
- Nessuno di noi, racconto contenuto nella raccolta noir Omicidi all'italiana (2007)

## Riconoscimenti
- 2008 – Festival internazionale del cinema di Salerno
  - Miglior sceneggiatura per Il bambino della domenica.
- 2010 – Biglietto d'oro
  - Per Natale a Beverly Hills
- 2011 – Biglietto d'oro
  - Per Natale in Sud Africa
- 2012 – Una vita per il cinema
  - Miglior soggetto e sceneggiatura per K2, la montagna degli italiani.